# 노르베르 괴뇌트
노르베르 괴뇌트(프랑스어: Norbert Goeneutte, 1854년 7월 23일~1894년 10월 9일)는 프랑스의 화가, 에칭 화가, 삽화가이다.

## 생애
그의 부모님은 1850년 생토메르에서 파리로 이사하여 괴뇌트를 낳았다. 그는 리세 콩도르세에서 수업을 들었다. 괴뇌트가 파리를 떠났을 때 보불전쟁과 파리 코뮌으로 인한 오랜 중단으로, 그는 1871년에 졸업했으며 그의 아버지는 괴뇌트를 변호사 사무실에 취직시켰다.
그 후 얼마 지나지 않아 그의 아버지가 사망하였고, 괴뇌트는 사무직이 적성에 맞지 않아 일을 그만두었다. 그는 에콜 데 보자르에 입학하여 이시도르 필스의 지도를 받으며 그림 공부를 시작했다. 1875년 필스가 죽자 그의 자리를 앙리 레만이 대신하게 되었는데, 레만은 학생들에게 인기가 별로 없었으며, 학생들은 에두아르 마네에게 편지를 써서 레만의 자리를 대신 맡아달라고 요청했지만 거절당했다. 결국 괴뇌트는 자신의 스튜디오를 설립하기 위해 학교를 떠났다.
그는 유명 카바레인 페르 라퇴유(Père Lathuille)를 자주 방문했는데, 그곳에서 마네를 만났고 많은 화가들의 만남의 장소였던 카페 누벨 아테네에서 예술계에 소개받게 되었다. 그는 곧 살롱에 작품을 출품하기 시작했지만, 많은 유명 인상파 화가들과 친분을 맺었음에도 불구하고 그들의 단체 전시회에는 한 번도 참여하지 않았다.
괴뇌트는 형의 재정적인 지원을 받아 런던(1880년)과 베니스(1890년) 등 해외 여행을 자주 다녔다. 또한 프랑스 곳곳을 여행하며 다양한 풍경화를 그렸다. 1889년에 그는 그의 친구 앙리 게라르와 펠릭스 브라크몽과 함께 파리의 예술가 협회인 "Société des peintres-graveurs français"를 만들었으며 1889년 파리 만국 박람회에 작품을 출품했다. 2년 후, 그는 프랑스 태생이 아닌 카미유 피사로의 협회 가입을 반대하면서 협회와 갈등을 빚었다.

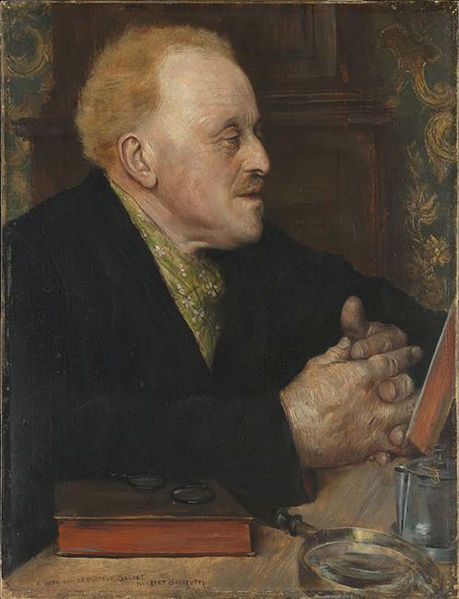
폴 가셰의 초상화, 노르베르 괴뇌트, 1891년

1891년 예술을 열렬히 지지하고 아마추어 예술가이기도 한 의사 폴 가셰는 괴뇌트가 심장이 약하다고 진단하고 그의 건강을 위해 시골에 정착할 것을 권고했다. 가셰 박사는 오베르쉬르우아즈에 있는 자신의 집 근처에 "빌라 뮈제트(Villa Musette)"라는 집을 찾아주었고, 괴뇌트는 어머니와 누나 레인, 동생 샤를과 함께 그곳에 정착했다. 그곳에서 그는 샤를프랑수아 도비니와 관련된 예술가 그룹에 들어갔고 가셰와 함께 조각 삽화를 그렸다. 3년 후인 1894년, 그는 결핵 합병증으로 40세의 나이에 사망했다. 그는 오베르쉬르우아즈의 빈센트 반 고흐 무덤 근처에 묻혔는데, 빈센트 반 고흐도 몸이 좋지 않았을 때 가셰에게 치료를 받았다.

## 작품

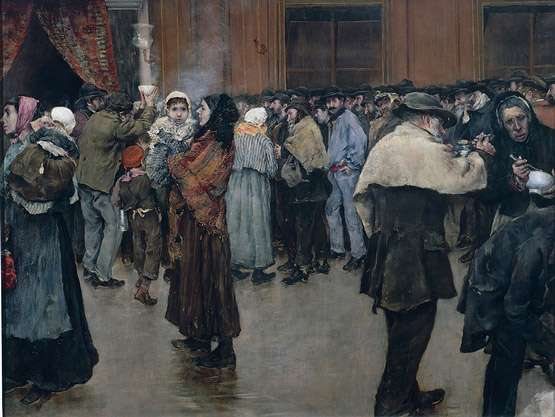
《아침 수프》
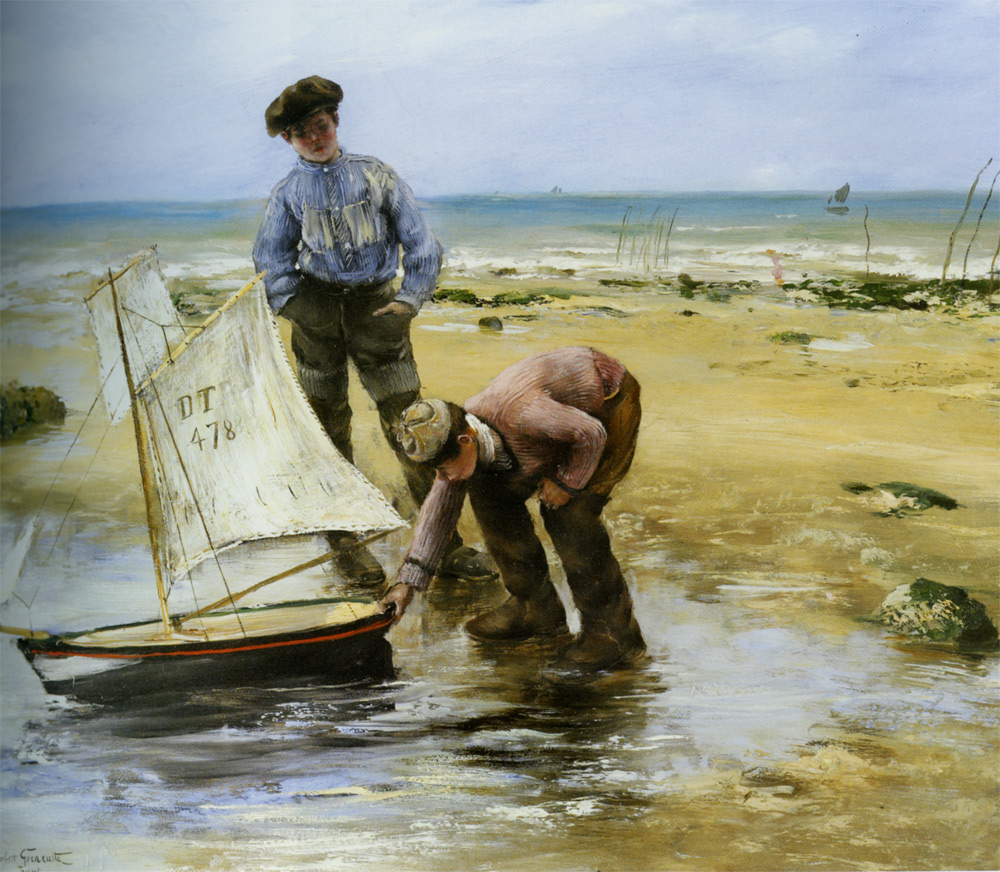
《해변에서 노는 소년들》, 1881년
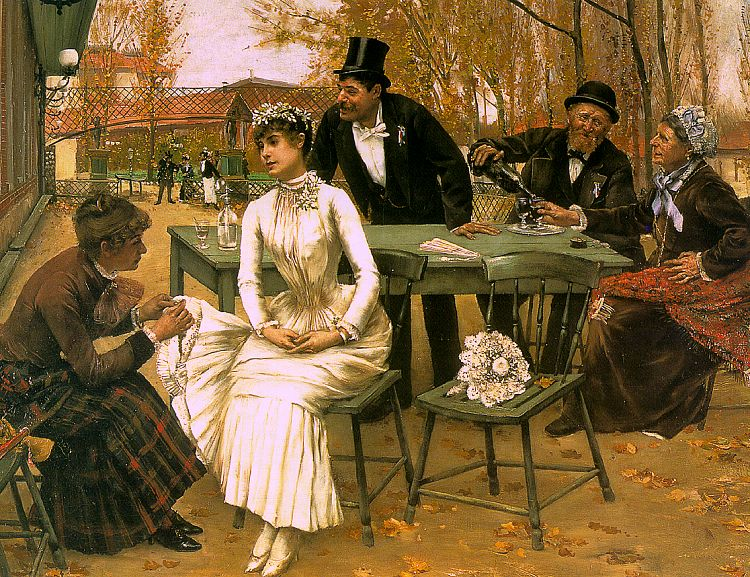
The First Tear, 1884년
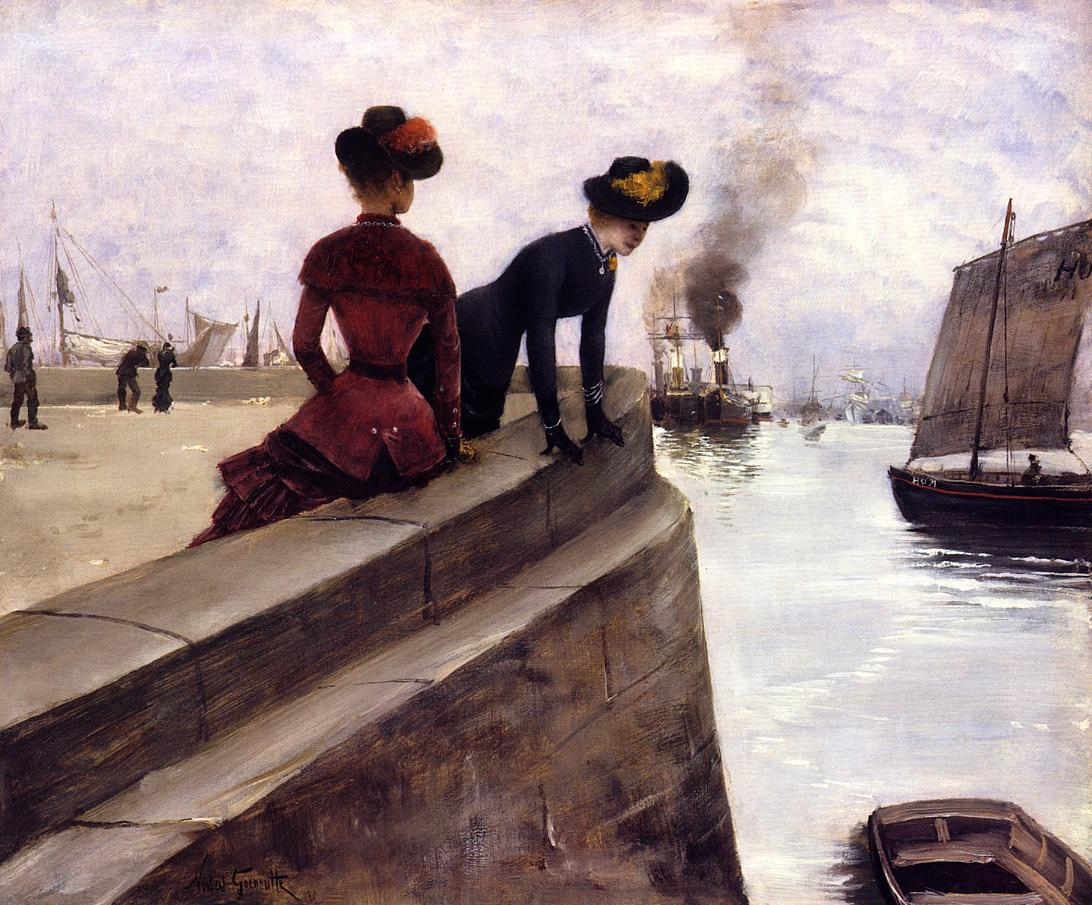
《르아브르의 부두에서》, 1887년